# Peru i olympiska sommarspelen 2000
Peru deltog i de olympiska sommarspelen 2000 med en trupp bestående av 21 deltagare, 8 män och 13 kvinnor, men ingen av landets deltagare erövrade någon medalj.

## Friidrott
Herrarnas höjdhopp
- Hugo Muñoz
  1. Kval — ingen notering (→ gick inte vidare)

Damernas maraton
- Maria Portillo
  1. Final — 2:36:50 (→ 32:a plats)

## Judo
- Germán Velasco

## Segling
Laser
- Luis Alberto Olcese
  1. Lopp 1 — 36
  2. Lopp 2 — 37
  3. Lopp 3 — 21
  4. Lopp 4 — (44) DSQ
  5. Lopp 5 — 15
  6. Lopp 6 — 30
  7. Lopp 7 — 37
  8. Lopp 8 — (38)
  9. Lopp 9 — 11
  10. Lopp 10 — 31
  11. Lopp 11 — 35
  12. Final — 253 (→ 33:e plats)

## Simhopp
Herrarnas 3 m
- Abel Sánchez
  1. Kval — 356,40 (→ 24:e plats, gick inte vidare)

Herrarnas 10 m
- Abel Sánchez
  1. Kval — 295,14 (→ 37:e plats, gick inte vidare)